# Michał Strzelecki (generał)
 Michał Strzelecki  – generał brygady Wojska Polskiego; dowódca Jednostki Wojskowej Komandosów (2016–2021); dowódca 6 Brygady Powietrznodesantowej(2022–2025); od lipca 2025 dowódca Komponentu Wojsk Specjalnych.

## Życiorys

### Wykształcenie
Michał Strzelecki to absolwent Wyższej Szkoły Oficerskiej im. Tadeusza Kościuszki we Wrocławiu (2001); magisterskich studiów uzupełniających w Uniwersytecie Pedagogicznym w Krakowie na kierunku politologia w specjalności stosunki międzynarodowe (2001); studiów podyplomowych w Akademii Humanistyczno – Ekonomicznej w Łodzi na kierunku zarządzanie konfliktem-mediacje; Podyplomowe Studia Polityki Obronnej na Akademii Wojennej Wojsk Lądowych USA (US Army War College), uzyskując tytuł magistra studiów strategicznych (2020); ukończył szereg krajowych i zagranicznych kursów i szkoleń, m.in. szkolenie dowództwa komponentu operacji specjalnych połączonych sił NATO (NATO Combined Forces Special Operations Component Command Staff Training), zrealizowane przez kadrę Połączonego Uniwersytetu Operacji Specjalnych (Joint Special Operations University); podstawowy kurs zimowy Sił Zbrojnych Szwecji (Swedish Armed Forces Basic Winter Training); kurs rozpoznawczy Sił Operacji Specjalnych NATO (NATO SOF Intelligence Course) w Dowództwie Sił Operacji Specjalnych NATO (NATO SOF Headquarters) w Belgii; kurs zespołów abordażowych (Boarding Team MIO Theoretical Issues, Boarding Team MIO Practical Issues) w Centrum Szkolenia Morskich Operacji Blokadowych NATO (NATO Maritime Interdiction Operations Training Center) w Grecji; Kurs Przywódców Szczebla Strategicznego (Strategic Leaders Course) w szkole Marynarki Wojennej USA NAVSCIATTS (Naval Small Craft Instruction and Technical Training School) (2019). Posiada wojskowe kwalifikacje nurka bojowego oraz kierownika nurkowania.

### Przebieg służby wojskowej
W 1997 podjął studia wojskowe jako podchorąży w Wyższej Szkole Oficerskiej im. Tadeusza Kościuszki we Wrocławiu, które ukończył w 2001 na kierunku dowodzenie pododdziałami rozpoznawczymi uzyskując dyplom inżyniera i był promowany na pierwszy stopień oficerski – podporucznika. W tym samym roku został skierowany służbowo do Lublińca, gdzie pełnił służbę na stanowiskach: dowódcy grupy specjalnej, dowódcy zespołu grup specjalnych płetwonurków, dowódcy grupy specjalnej płetwonurków oraz szefa sekcji szkolenia nurkowego w 1 Pułku Specjalnym Komandosów. 
Był czterokrotnie w polskich kontyngentach wojskowych na stanowiskach: dowódcy sekcji w ramach VII zmiany PKW Irak (2006); dowódcy grupy specjalnej w Zespole Sił Specjalnych X zmiany PKW Irak (2008); dowódcy Zadaniowej Grupy Specjalnej Zadaniowego Zespołu Bojowego TF-50 VIII zmiany w Hindukusz w PKW Afganistan (2010–2011); dowódcy Zespołu Doradców Wojsk Specjalnych SOAT-50 III zmiany PKW RSM Afganistan (2016). W latach 2013–2014 pełnił służbę w Ministerstwie Obrony Narodowej. W 2014 był w Jednostce Wojskowej Komandosów w Zespołach Bojowych, w tym m.in. zastępcą dowódcy Zespołu Bojowego A. 28 października 2016 objął funkcję dowódcy Jednostki Wojskowej Komandosów. W 2015 otrzymał od prezydenta Bronisława Komorowskiego Krzyż Komandorski Orderu Krzyża Wojskowego za dowodzenie zadaniową grupą specjalną podczas VIII zmiany PKW Afganistan. 
14 maja 2021 w Lublińcu po niemal pięciu latach przekazał dowodzenie Jednostką Wojskową Komandosów dla ppłk. Wojciecha Danisiewicza, po czym został skierowany na podyplomowe studia polityki obronnej w USA. 1 lipca 2022, po zakończeniu studiów na prestiżowej uczelni US Army War College w Carlisle Barracks w Stanach Zjednoczonych, w wieku 44 lat objął od cz.p.o. płk. Artura Wiatrowskiego stanowisko dowódcy 6 Brygady Powietrznodesantowej. W dniach 16–18 września 2022 brał udział wraz z delegacją żołnierzy i wojskową asystą honorową 6 BPD w obchodach 78 rocznicy operacji Market Garden upamiętniających alianckich spadochroniarzy, w tym generała Stanisława Sosabowskiego oraz żołnierzy 1 Samodzielnej Brygady Spadochronowej (1 SBS). Od 1 stycznia do 30 czerwca 2023 pełnił obowiązki dowódcy Grupy Bojowej Unii Europejskiej V4. 14 sierpnia 2023 prezydent RP Andrzej Duda mianował go na stopień generała brygady. Decyzją Ministra Obrony Narodowej z dniem 1 lipca 2025 został wyznaczony na stanowisko Dowódcy Komponentu Wojsk Specjalnych. Obowiązki przyjął podczas uroczystości w dniu 17 lipca.

## Awanse
- podporucznik – 2001[18]

(...)
- generał brygady – 14 sierpnia 2023 (data odebrania awansu)[19]

## Ordery, odznaczenia i wyróżnienia[1]
- Krzyż Komandorski Orderu Krzyża Wojskowego – 2015
- Gwiazda Iraku
- Gwiazda Afganistanu – 2016[8]
- Medal NATO z klamrą AFGHANISTAN (za misję Resolute Support)
- Medal Pamiątkowy Wielonarodowej Dywizji Centrum-Południe w Iraku
- Krzyż XXX-lecia Ordynariatu Polowego
- Medal „W służbie Bogu i Ojczyźnie”
- Odznaka tytułu honorowego "Zasłużony Żołnierz RP" – 2016[20]
- Odznaka Honorowa Wojsk Specjalnych
- Odznaka Skoczka Spadochronowego Wojsk Powietrznodesantowych – 1999
- Odznaka pamiątkowa Jednostki Wojskowej Komandosów – 2016 (ex officio)
- Odznaka pamiątkowa US Army War College – 2021 (ex officio)
- Odznaka pamiątkowa 6 Brygady Powietrznodesantowej – 2022 (ex officio)
- Buzdygan Honorowy – 2023[16]

i inne